# Babette Klinger-Schmid

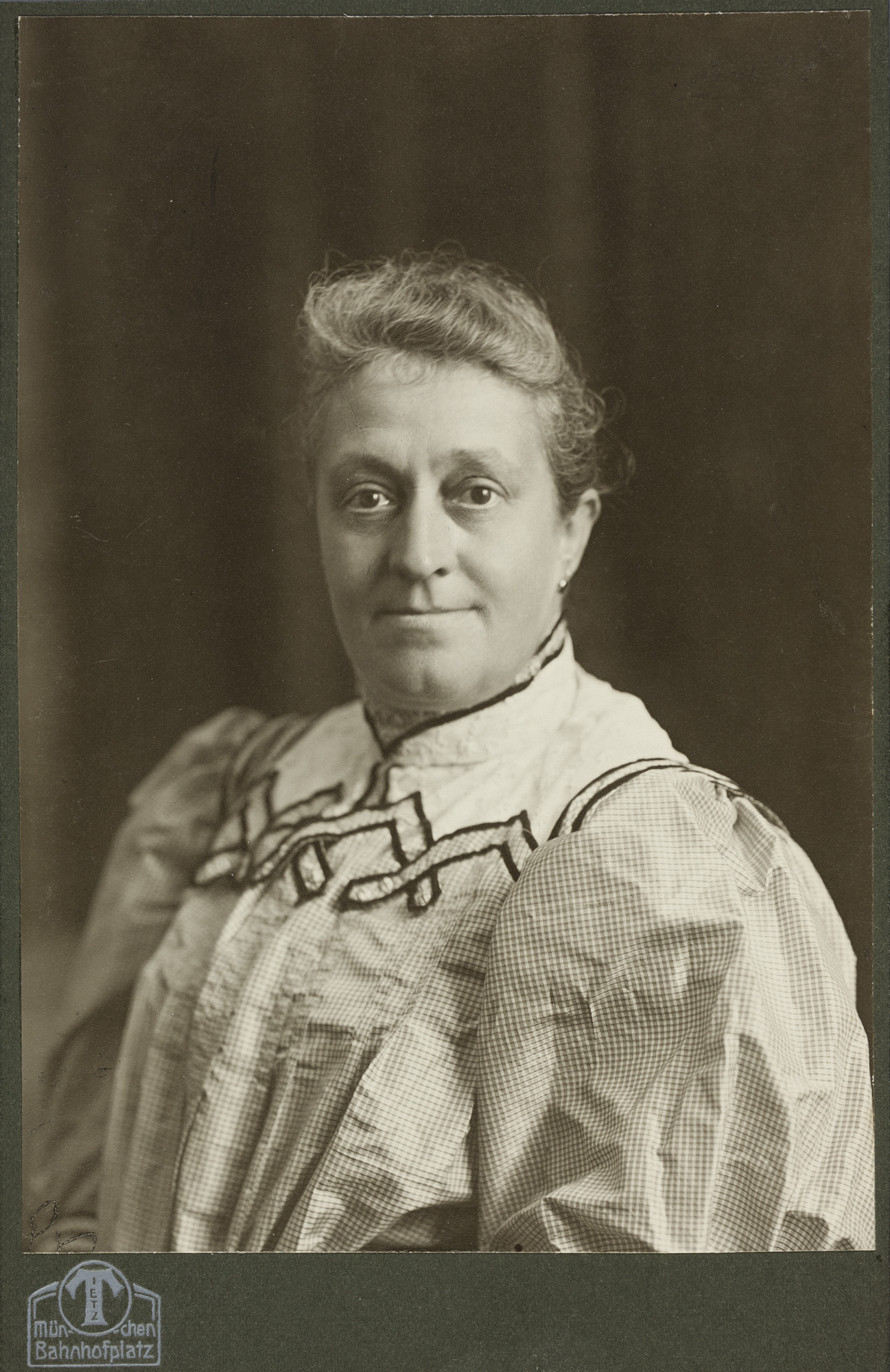
Babette Klinger-Schmid (1906)

Babette Klinger-Schmid (* 9. Oktober 1859 in München; † 16. April 1930 ebenda) war eine deutsche Puppenspielerin. Sie wurde bekannt als Mitglied des Münchner Marionettentheaters, dessen Direktorin sie ab 1911 war.

## Leben
Babette Schmid war das sechste Kind von Josef Leonhard Schmid und Cäcilie Schmid. Vier der Kinder verstarben als Baby oder Kleinkinder. Ihr älterer Bruder Carl Maria Schmid (1847–1918) wurde Musikdirektor und komponierte auch für das Theater der Familie. „Papa Schmid“, wie ihr Vater in München liebevoll genannt wurde, besaß ein kleines Marionettentheater, mit dem er private Aufführungen anbot. Er gewann Franz von Pocci, den sogenannten „Kasperlgraf“, als Mentor. Der Jurist und Zeremonienmeister, Hofmusikintendant und königlich-bayerischer Oberstkämmerer am Münchner Hof hatte weitreichende Beziehungen. Er sorgte dafür, dass Schmid 1885 die Genehmigung erhielt, sein erstes stationäres Theater in der Prandasgasse 11 (heute heißt sie Prannerstraße) einzurichten. Allerdings mussten die Familie und die Truppe noch einige Umzüge bewältigen, bis 1899 der Bau eines eigenen Gebäudes an der Blumenstraße genehmigt wurde. Franz von Pocci schrieb viele Stücke für die Familie Schmid und überließ ihr das alleinige Aufführungsrecht für all seine Werke. Er erkannte auch das große schauspielerische Potenzial von Babette Schmid und hätte ihr gerne eine Ausbildung ermöglicht, aber das wollten weder sie noch ihr Vater.

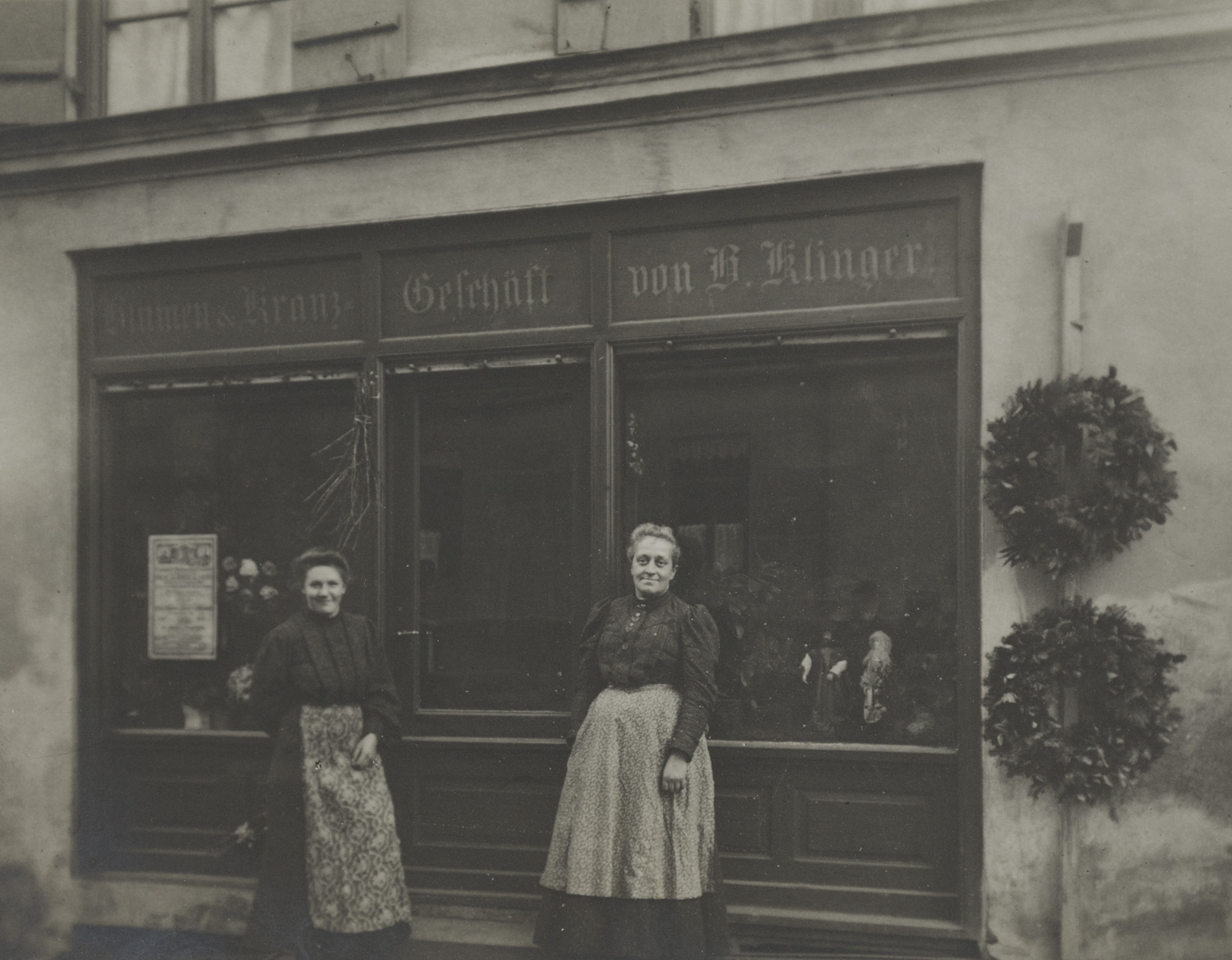
Babette Klinger-Schmid mit einer Gehilfin vor ihrem Blumenladen in der Stephanstraße

Babette Schmid schrieb ihre Erinnerungen an die Kindheit und die ersten Marionettenjahre in humorvollen Texten auf. Sie erhielt die für ein Mädchen damals übliche Schulbildung und eröffnete nach dem Abschluss einen Blumenladen, den sie viele Jahre lang führte. 1884 heiratete sie den Geschäftsreisenden und Prokuristen Franz Xaver Klinger. Er verstarb 1893 schon nach neun Jahren Ehe, das Paar blieb kinderlos.

## Wirken

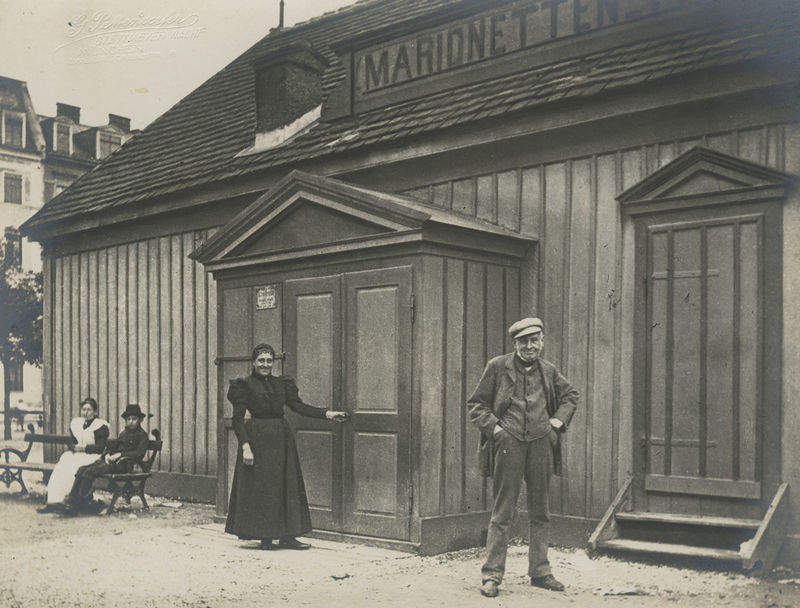
Josef Leonhard Schmid mit seiner Tochter Babette vor dem Theater am Maffeianger

Schon früh wirkte Babette im väterlichen Theater mit, führte die Puppen und gab den Figuren ihre Stimme. Sie wurde schnell zur unentbehrlichen Kraft im Theater, den Blumenladen gab sie aber nicht auf. Sie beherrschte am Ende 304 Rollen, die sie mit verschiedenen Stimmen sprach. Sie galt als herausragende schauspielerische Kraft und besaß „die treffliche Eigenschaft, drei oder vier Rollen ständig im Sprechen zu ändern.“ Später schrieb sie eigene Stücke oder dramatisierte Märchen und Erzählungen von zeitgenössischen Autoren.
1911, ein Jahr vor dem Tod ihres Vaters, übernahm Babette Klinger-Schmid zusammen mit Karl Winkler die Leitung des Theaters und führte es bis zu ihrem Tod 1930. Karl Winkler war seit 1901 Mitarbeiter am Schmidschen Marionettentheater und „arbeitete sich vom Handlanger zum Puppenspieler, Rollensprecher, Dramaturgen und Regisseur empor.“ In den Jahren nach dem Ersten Weltkrieg wurde die finanzielle Lage immer schwieriger. Erwachsene waren mit Marionettenaufführungen nicht mehr zu erreichen, gefragt waren fast nur noch die Märchen für Kinder. Dem trug ab den 1920er-Jahren das Schulreferat Rechnung, indem es Aufführungen für Schulklassen subventionierte. Das war in Babette Klinger-Schmids Sinn, sie wollte das Bestehende, Traditionelle bewahren und keine neuen Wege beschreiten. Das überließ sie den anderen Marionettentheatern, die in der Stadt entstanden. Reichtümer konnte sie allerdings nicht anhäufen, im Gegenteil, oft wusste sie am Ende nicht, wovon sie die anfallenden Rechnungen bezahlen sollte. „Sie war eine von Idealen und hohem Pflichtgefühl getragene Frau, Sucht nach Geld oder Lebensgenüssen hat die Verstorbene nicht gekannt“, heißt es in einem anonymen Nachruf aus dem Archiv im Münchner Stadtmuseum. Viel wichtiger war es ihr zum Beispiel, eine Sondervorstellung zu spielen, die zur Finanzierung einer neuen Orgel für die Stephanskirche beitragen sollte.

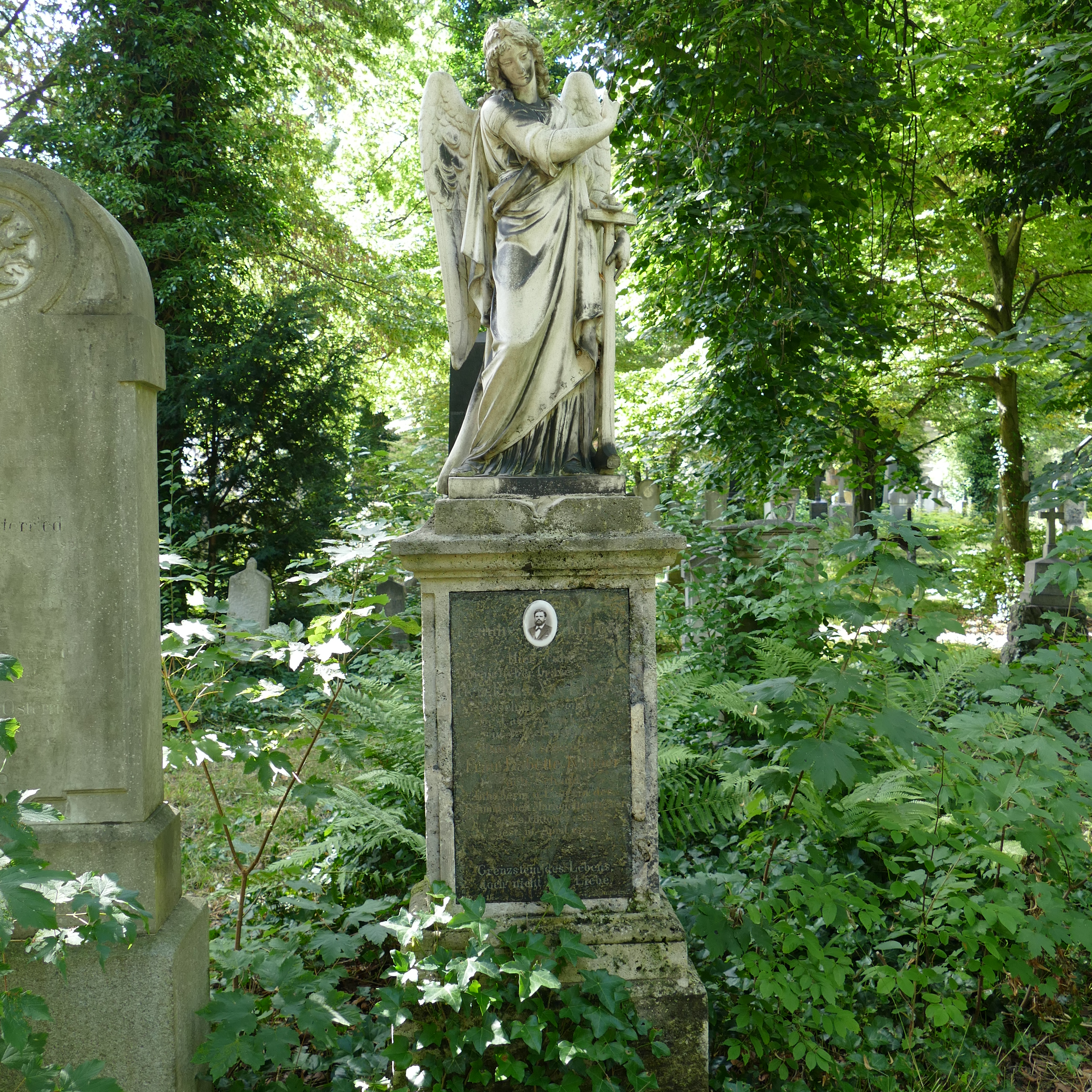
Grab von Babette Klinger-Schmid im Alten Südfriedhof

Am 16. April 1930 starb Babette Klinger-Schmid. Bei der Trauerfeier wurde ein Gedicht vorgetragen, das ihre Bedeutung für das Märchenspiel in München schildert: „Du sätest viele lange Jahre  in Lieb' und Treue ohne Ruh', / und für der lieben Kleinen Herzen schlossest Du zu früh die Augen zu. / Du gingst, doch was Du einst geschaffen mit jedem Märchen, das Deinen Namen trägt, / das wird in diesem Hause leben, solang ein frohes Kinderherz noch schlägt.“ Ihr Grab liegt im Alten Südfriedhof München, ganz in der Nähe der Eltern und Geschwister (Sektion 33, Reihe 4, Grab 14).
Karl Winkler führte das Theater bis 1933 weiter. Die Puppen kamen 1943/44 ins Depot des Stadtmuseums. Erika Winkler überließ 2007 den Nachlass ihres Vaters sowie 2017 die Puppen endgültig der  Sammlung Puppentheater/Schaustellerei des Münchner Stadtmuseums.

## Schriften
- Jugenderinnerungen von Babette Klinger-Schmid, im Archiv des Münchner Stadtmuseums, Sammlung Puppentheater, Nachlass Schmid / Winkler
- Nachrufe auf Babette Klinger-Schmid, im Archiv des Münchner Stadtmuseums, Sammlung Puppentheater

## Auszeichnungen und Ehrungen
- 1925 Festakt zum 50-jährigen Bühnenjubiläum[6]